# Vrouwenmarathon van Tokio 1982
De Vrouwenmarathon van Tokio 1982 werd gelopen op zondag 14 november 1982. Het was de 4e editie van de Tokyo International Women's Marathon. Aan deze wedstrijd mochten alleen vrouwelijke eliteloopsters deelnemen. De Kazachse Zoya Ivanova kwam als eerste over de streep in 2:34.26.

## Uitslagen
| rang   | naam               | land | tijd    |
| ------ | ------------------ | ---- | ------- |
| Goud   | Zoja Ivanova       | URS  | 2:34.26 |
| Zilver | Elena Tsukhlo      | URS  | 2:38.17 |
| Brons  | Chantal Langlacé   | FRA  | 2:42.18 |
| 4      | Nanae Sasaki       | JPN  | 2:43.13 |
| 5      | Rumiko Kaneko      | JPN  | 2:43.44 |
| 6      | Margaret Lockley   | ENG  | 2:45.21 |
| 7      | Kathy Molitor      | USA  | 2:46.20 |
| 8      | Mieko Tajima       | JPN  | 2:48.11 |
| 9      | Winnie Lai-Chu Ng  | HKG  | 2:48.48 |
| 10     | Kathy Ricica       | CAN  | 2:48.58 |
| 11     | Annie van Stiphout | NED  | 2:48.59 |
| 12     | Donna Burge        | USA  | 2:49.05 |
| 13     | Tomoka Sakanashi   | JPN  | 2:49.35 |
| 14     | Leslie Watson      | SCO  | 2:51.41 |
| 15     | Anne-Marie Cienka  | FRA  | 2:52.29 |
| 16     | Chie Matsuda       | JPN  | 2:53.08 |
| 17     | Sylviane Levesque  | FRA  | 2:53.34 |
| 18     | Sachiko Ishida     | JPN  | 2:54.02 |
| 19     | Mariko Kai         | JPN  | 2:54.45 |
| 23     | Miyo Ishigami      | JPN  | 2:57.46 |

Tokyo International Marathon (alleen mannen)

1981 · 1982 · 1983 · 1984 · 1985 · 1986 · 1987 · 1988 · 1989 · 1990 · 1991 · 1992 · 1993 · 1994 · 1995 · 1996 · 1997 · 1998 · 1999 · 2000 · 2001 · 2002 · 2003 · 2004 · 2005 · 2006

Tokyo International Women's Marathon (alleen vrouwen)

1979 · 1980 · 1981 · 1982 · 1983 · 1984 · 1985 · 1986 · 1987 · 1988 · 1989 · 1990 · 1991 · 1992 · 1993 · 1994 · 1995 · 1996 · 1997 · 1998 · 1999 · 2000 · 2001 · 2002 · 2003 · 2004 · 2005 · 2006 · 2007 · 2008

Tokyo Marathon (beide)

2007 · 2008 · 2009 · 2010 · 2011 · 2012 · 2013 · 2014 · 2015 · 2016 · 2017 · 2018 · 2019 · 2020 · 2021 · 2022 · 2023 · 2024